# Puchar BVA mężczyzn (2018)
Puchar BVA mężczyzn 2018 (oficjalnie: Men's BVA Cup 2018) – jedenasta edycja turnieju o puchar krajów bałkańskich organizowanego przez Balkan Volleyball Association (BVA). Rozgrywki odbyły się w dniach 6-7 października 2018 roku w Pazardżiku w Bułgarii.
W Pucharze BVA 2018 wzięły udział cztery zespoły. Rozgrywki składały się z półfinałów, meczu o 3. miejsce oraz finału.
Puchar BVA zdobył klub Ziraat Bankası. Uzyskał on prawo gry w sezonie 2018/2019 w Pucharze Challenge.

## Drużyny uczestniczące
| Państwo  | Drużyna                |
| -------- | ---------------------- |
| Bułgaria | Chebyr Pazardżik       |
| Rumunia  | CSM București          |
| Serbia   | Mladi Radnik Požarevac |
| Turcja   | Ziraat Bankası         |

## Hala sportowa
| Hala sportowa "Wasił Lewski" |
| ---------------------------- |
| Pazardżik, Bułgaria          |
| Pojemność: 1500 miejsc       |

## Rozgrywki

### Drabinka
|  |                        |                        |                  |                   |   |                |                |       |
|  | Półfinały              | Półfinały              | Półfinały        |                   |   | Finał          | Finał          | Finał |
|  | Półfinały              | Półfinały              | Półfinały        |                   |   | Finał          | Finał          | Finał |
|  |                        |                        |                  |                   |   |                |                |       |
|  |                        |                        |                  |                   |   |                |                |       |
|  | Ziraat Bankası         | Ziraat Bankası         | 3                |                   |   |                |                |       |
|  | Ziraat Bankası         | Ziraat Bankası         | 3                |                   |   |                |                |       |
|  | CSM București          | CSM București          | 1                |                   |   |                |                |       |
|  | CSM București          | CSM București          | 1                |                   |   | Ziraat Bankası | Ziraat Bankası | 3     |
|  |                        |                        |                  |                   |   | Ziraat Bankası | Ziraat Bankası | 3     |
|  |                        |                        | Chebyr Pazardżik | Chebyr Pazardżik  | 2 |                |                |       |
|  | Chebyr Pazardżik       | Chebyr Pazardżik       | Chebyr Pazardżik | Chebyr Pazardżik  | 2 | 3              |                |       |
|  | Chebyr Pazardżik       | Chebyr Pazardżik       |                  |                   |   |                |                |       |
|  | Mladi Radnik Požarevac | Mladi Radnik Požarevac | 0                |                   |   |                |                |       |
|  | Mladi Radnik Požarevac | Mladi Radnik Požarevac | 0                | Mecz o 3. miejsce |   |                |                |       |
|  |                        |                        |                  |                   |   |                |                |       |
|  |                        |                        |                  |                   |   |                |                |       |
|  |                        |                        |                  |                   |   |                |                |       |
|  | CSM București          | CSM București          | 3                |                   |   |                |                |       |
|  | CSM București          | CSM București          | 3                |                   |   |                |                |       |
|  | Mladi Radnik Požarevac | Mladi Radnik Požarevac | 2                |                   |   |                |                |       |
|  | Mladi Radnik Požarevac | Mladi Radnik Požarevac | 2                |                   |   |                |                |       |

### Półfinały
| Data       | Godzina | Drużyna 1        | Wynik | Drużyna 2              | Set 1 | Set 2 | Set 3 | Set 4 | Set 5 |
| ---------- | ------- | ---------------- | ----- | ---------------------- | ----- | ----- | ----- | ----- | ----- |
| 06.10.2018 | 16:00   | Ziraat Bankası   | 3:1   | CSM București          | 25:21 | 25:22 | 15:25 | 26:24 |       |
| 06.10.2018 | 19:00   | Chebyr Pazardżik | 3:0   | Mladi Radnik Požarevac | 25:20 | 27:25 | 25:21 |       |       |

### Mecz o 3. miejsce
| Data       | Godzina | Drużyna 1     | Wynik | Drużyna 2              | Set 1 | Set 2 | Set 3 | Set 4 | Set 5 |
| ---------- | ------- | ------------- | ----- | ---------------------- | ----- | ----- | ----- | ----- | ----- |
| 07.10.2018 | 16:00   | CSM București | 3:2   | Mladi Radnik Požarevac | 20:25 | 22:25 | 25:11 | 27:25 | 15:7  |

### Finał
| Data       | Godzina | Drużyna 1      | Wynik | Drużyna 2        | Set 1 | Set 2 | Set 3 | Set 4 | Set 5 |
| ---------- | ------- | -------------- | ----- | ---------------- | ----- | ----- | ----- | ----- | ----- |
| 07.10.2018 | 19:00   | Ziraat Bankası | 3:2   | Chebyr Pazardżik | 17:25 | 25:22 | 21:25 | 25:18 | 15:12 |

## Klasyfikacja końcowa
| Miejsce | Klub                   |
| ------- | ---------------------- |
| 1       | Ziraat Bankası         |
| 2       | Chebyr Pazardżik       |
| 3       | CSM București          |
| 4       | Mladi Radnik Požarevac |